# Светски трговински центар 1
Светски трговински центар 1 (енгл. Оne World Trade Center или 1 WTC, претходно име Freedom Tower-Торањ Слободе) је највиша зграда у САД, као и на целој западној хемисфери. Налази се у склопу светског трговинског центра са још низом солитера. Налази се на локацији некадашње 6 зграде трговинског центра која је заједно са Кулама Близнакињама срушена 11. септембра 2001. године у највећем нападу терориста у историји САД.

## Пројекат
Одмах након рушења старог Светског трговинског центра (СТЦ у даљем тексту) покренута је широка дебата како реновирати цео крај. Врло брзо након чишћења одлучено је да на позицијама некадашњих Кула Близнакиња буду фонтане које ће се у основи поклапати са некадашњим кулама. На позицији 6 зграде трговинског центра је одлучено да се прави солитер који ће доминирати не само трговинским центром него и читавим Менхетном.
Нацрт нове куле се мењао неколико пута како би на крају био изабран тренутни изглед. Радно име солитеру је било Кула Слободе. Међутим ово име се само у почетку користило и више је коришћено у маркетиншке и политичке сврхе, као идеја о победи тероризма који је уништио овај крај. Комплетном реконструкцијом овог кварта дошло је закључка да би кула морала да носи класично име са префиксом „један“. Део који ће заувек подсећати на овај терористички акт као и симбол борбе против тероризма је меморијална фонтана на месту некадашњих кула Близнакиња.

### Процењени трошкови
Према првој процени из 2007. године укупни трошкови радова на СТЦ 1 требало је да износе око 3 милијарде америчких долара, односно око 12.380 америчких долара по квадратном метру Ипак, априла 2012. је објављено да су трошкови нарасли на 3,9 милијарди америчких долара што ју је у то време чинило најскупљом зградом на свету.

## Карактеристике
СТЦ 1 се у финалној верзији састоји од једноставних симетрија и више традиционалног изгледа, како би се лакше стопио у изглед Њујорка.
Основа зграде је површине 3.700 m² што је идентично основи порушених кула. У првих 50 m висине зграде, зграда је обложена бетоном као додатно ојачање и заштита од терористичких напада на нивоу тла. То се пре свега односи на ауто и камион-бомбе. Од 20. спрата па нагоре попречни пресек зграде се мења, претварајући облик зграде у осам дугачких једнакокраких троуглова.

### Висина
Већина цифара који су битни у конструкцији новог СТЦ имају неку симболику, што се односи и на висину. Кров СТЦ 1 се налази на висини од 417 m, што се симболично поклапа са висином крова некадашње Северне Куле трговинског центра. Висина антене досеже висину од 541 m, што је 1776 стопа и то се поклапа са годином доношења Декларације о независности Сједињених Држава.
Уколико се рачуна и антена у конструкцијски састав зграде, СТЦ 1 је са 509 m премашила солитер Тајпеј 101, тако да се сад налази на четвртом месту на свету иза: Бурџ Калифе, Албраџ Ал Беит и Шангајске Куле. Такође 12. новембра 2013. године зграда је званично проглашена за највишом у САД као и читавој западној хемисфери.
Међутим, постоји више различитих мишљења да ли треба висину рачунати са антеном, нарочито после одређених конструкцијских промена у мају 2012. Уколико се у висину не рачуна антена, зграда СТЦ 1 се налази тек на трећем месту у САД, иза две зграде у Чикагу. Ипак, у Њујорку остаје највиша зграда и доминира читавим Менхетном. Ипак, ако се и врх антене урачуна у висини зграде, онда је она највиша у САД.

### Спратност
STC 1 има 104 спратова (мада се негде помиње званични 105. спратова), од чега је 86 спрата изнад површине тла. План поделе спратова према коришћењу је следећи:
- 1-20 - основа зграде
- 21-63 - канцеларије
- 64 - лоби
- 65-88 - канцеларије
- 89-99 - технолошке просторије
- 100-102 - Јавни простор и осматрачница
- 103-105 - технолошке просторије

Због практичних проблема идеја о ресторану на врху зграде, као што је то некад било у старој згради, пропала је. Ипак, како би се испоштовала симболика, спрат на којем се налази лифт за конструкцију за прање прозора ће бити означен као 110. спрат, колико су некад имале Куле Близнакиње.

## Сигурност и заштита
С обзиром да су претходне куле срушене у терористичком нападу, у пројектовању ове зграде сигурност и заштита су биле један од примарних захтева. Као што је већ речено приземни део зграде је обложен армираним бетонским плочама као заштита од напада ауто-бомбама. Поред овога постоје и друге безбедносне функције укључене у дизајн зграде, како би зграда била боље припремљена за велике несреће и терористичке акције. Сигурносна степеништа су заштићена армираним зидом од 91 cm и пројектована са великом ширином ради лакше проходности. Такође постоје и степеништа намењена само за ватрогасце али и вентилације биолошких и хемијских супстанци. Прозори који су окренути ка улици Вест Стрит су начињени од специјалне високо-отпорне пластике, која изгледа исто као и стакло које се користи на другим странама зграде.
Поред физичких мера безбедности постоје и низ других организационих мера. Сва возила ће пре уласка на паркинг бити скенирана укључујући и скенирање радиоактивних материјала. Тренутно посетиоци меморијалу морају да прођу кроз аеродромске скенере, али је у изградњи систем од 400 камера око објекта. Компјутерски системи ће користити видео са камера и аналитичким софтвером откривати потенцијалне претње. Када зграда буде у потпуности завршена читав плато око зграде и меморијала биће у потпуности отворен за јавност.